# 林維爾 (伊利諾伊州)
林維爾（英語：Lynnville）是位於美國伊利諾伊州摩根縣的一個村落。

## 地理
林維爾的座標為39°41′11″N 90°20′47″W / 39.68639°N 90.34639°W，而該地最高點為海拔高度185米（即607英尺）。

## 人口
根據2010年美國人口普查的數據，林維爾的面積為0.20平方千米，當中陸地面積為0.20平方千米，而水域面積為0.00平方千米。當地共有人口117人，而人口密度為每平方千米585人。